# Tunel Fannefjord
Tunel Fannefjord – drogowy tunel podmorski w Norwegii, w regionie Møre og Romsdal. Przebiega pod wodami Fannefjordu, łącząc wyspę Bolsøya ze stałym lądem w Årø, gdzie łączy się z trasą europejską E39. Tunel ma 2 743 m długości i schodzi do głębokości 101 m poniżej poziomu morza, przy maksymalnym nachyleniu 10%. Został otwarty 24 maja 1991 roku, zastępując dotychczasowe połączenia na wyspę, realizowane przez promy kursujące pomiędzy Molde a Bolsøy i pomiędzy Lønset a Grønnes.
Do 15 czerwca 2005 przejazd przez tunel był płatny.